# Ʋ

Možné zapsání písmena Ʋ

Ʋ (minuskule ʋ) je speciální písmeno latinky. Nazývá se V s hákem, ale je sporné, zda se nejedná o variantu písmena U. Jeho minuskulní podoba se podobá písmenu ypsilon v řečtině. Písmeno se používá v mnoha středoafrických jazycích, konkrétně v jazycích abidji, ahanta, agni, avatime, birifor, bissa, dagaare, ewe, gen-gbe, godié, goula d'Iro, gurenne, ikposso, kabiye, kaansa, kassem, koulango, kroumen tépo, lama, lobiri, lokpa, lugbara, moré, niaboua, nkonya, nuni, pandikeri, puguli, sissala, téén, toura, wobé, yaouré a yom. Bývá však někdy nahrazováno za písmeno Ʊ (upsilon, minuskule ʊ). Existují i varianty písmena Ʋ́ʋ́, Ʋ̀ʋ̀, Ʋ̃ʋ̃, Ʋ̈ʋ̈, Ʋ̃́ʋ̃́ a Ʋ̃̀ʋ̃̀. V Unicode má majuskulní tvar kód U+01B2 a minuskulní U+028B.